# تشولة دان (ميانكوه)
تشولة دان (بالفارسية: چوله‌دان) هي قرية تقع في إيران في Miankuh Rural District. يقدر عدد سكانها بـ 342 نسمة بحسب إحصاء 2016.